# Carnosina
La carnosina (beta-alanil-L-histidina) es un dipéptido de los aminoácidos beta-alanina y histidina. Está altamente concentrada en los tejidos musculares y cerebrales.
La carnosina y la carnitina fueron descubiertos por el químico ruso Vladimir Gulevich. Investigadores en Gran Bretaña, Corea del Sur, Rusia, y otros países han demostrado que la carnosina tiene una serie de propiedades antioxidantes que podrían ser beneficiosas. Se ha demostrado que la carnosina es eficaz secuestrando especies de oxígeno reactivas como también aldehídos alfa-beta insaturados formados por la peroxidación de los ácidos grasos de las membranas celulares durante el estrés oxidativo.
Tal como la carnitina, la carnosina se compone de la palabra raíz carn, lo que significa carne, en alusión a su prevalencia en la proteína animal. 
La carnosina puede quelar iones metálicos divalentes. La carnosina también es considerada como un geroprotector.
Los productos que contienen carnosina también se utilizan en preparaciones tópicas para reducir las arrugas en la piel.
La Carnosina puede aumentar el límite de Hayflick en fibroblastos humanos, también aparenta reducir la tasa de acortamiento de los telómeros. Esto podría potencialmente favorecer el crecimiento de ciertos cánceres que prosperan debido a la preservación de los telómeros.

## Bioquímica
En los seres humanos, los niveles plasmáticos de sangre postprandial de la carnosina es cero dentro de varias horas del consumo de carne roja, lo que implica que la carnosina se metaboliza rápidamente teniendo en cuenta la lenta digestión de la proteína animal. Esto denota un impacto de duración significativamente corta cuando la carnosina se toma en forma de un suplemento dietético, aunque la cascada latente de efectos de la suplementación la carnosina podría aún resultar beneficiosa.

## Efectos fisiológicos

### Aterosclerosis y envejecimiento
La carnosina actúa como un agente contrarrestante de la glicación, reduciendo la velocidad de formación de productos finales de glicación avanzada (sustancias que pueden ser un factor en el desarrollo y empeoramiento de varias enfermedades degenerativas, tales como la diabetes, ateroesclerosis, enfermedad renal crónica, y Enfermedad de Alzheimer.), y finalmente reducir el desarrollo de la acumulación de placa aterosclerótica. Se especula que la glucólisis crónica acelera el envejecimiento, haciendo a la carnosina un potencial candidato para uso terapéutico.

### Estudios sin revisar
El estudio de ensayo del profesor Wang et al. llamado "El uso de la carnosina como una droga anti-senescencia natural para los seres humanos" se llevó a cabo en 96 pacientes con cataratas de diferentes grados de severidad, que mostró una tasa de éxito del 80% en las cataratas seniles avanzadas, y el 100% en pacientes con cataratas leves a moderadas, durante el período de prueba de 6 meses.